# Institut africain d'informatique
Pour les articles homonymes, voir IAI.
 (septembre 2018).
Si vous disposez d'ouvrages ou d'articles de référence ou si vous connaissez des sites web de qualité traitant du thème abordé ici, merci de compléter l'article en donnant les références utiles à sa vérifiabilité et en les liant à la section « Notes et références ».
L'Institut Africain d'Informatique (IAI) est une école inter-États basée à Libreville, au Gabon.
Il a été créé sous l'égide de l'Organisation commune africaine et malgache en janvier 1971, à Fort-Lamy (actuelle Ndjamena, capitale du Tchad). Ses états membres sont : le Bénin, le Burkina Faso, le Cameroun, la Centrafrique, la Côte d’Ivoire, la république du Congo, le Gabon, le Niger, le Sénégal, le Tchad, le Togo, le Congo Brazzaville.
Basé à Libreville au Gabon, il existe aussi des représentations au Cameroun, au Niger et au Togo.